# کی‌آن
کی‌آن (به ژاپنی: 慶安 Keian) یکی از دوره‌های ژاپنی بعد از شوهو و قبل از جوئو (دوره) بود. این دوره از فوریه ۱۶۴۸ تا سپتامبر ۱۶۲۵ میلادی ادامه داشت. در این دوره امپراتور گو-کومیو امپراتور ژاپن بود.